# Eufidonia famulata
Eufidonia famulata là một loài bướm đêm trong họ Geometridae.